# رونالد شافيز
رونالد شافيز (مواليد 11 سبتمبر 1969) هو ملاكم فلبيني، مثّل بلاده في الألعاب الأولمبية الصيفية 1992.

## روابط خارجية
رونالد شافيز على موقع أوليمبيديا (الإنجليزية)